# Selena Etc.
Selena Etc. foi uma rede de boutiques, salão de beleza, localizadas ao sul do estado americano do Texas, que foram construídas pela cantora americana Selena.

## História
Selena Etc. foi inaugurada em 27 de janeiro de 1994 em Corpus Christi, Texas que era o prédio da sede. Selena abriu outra sede em San Antonio, na mesma época em que o prédio da sede foi concluído, ambas equipadas com salões de beleza internos. A cantora começou a fabricar roupas junto com o estilista Martin Gomez com designs e estilos de texturas latino-americanas e estilos de roupas exóticas que se tornaram sua marca registrada no palco. A revista Hispanic informou que a cantora ganhou mais de 5 milhões de dólares com esses empreendimentos. Outra boutique deveria ser inaugurada em Monterrei, México, em 1995, mas devido ao assassinato de Selena, ela não foi aberta.
A butique de San Antonio foi fechada em algum momento depois de 1999. Após a morte da cantora, Chris Pérez, seu viúvo, começou a assumir o negócio. Após o 16º aniversário da abertura da boutique Corpus Christi, a loja foi oficialmente fechada em julho de 2009. Uma semana após o fechamento da loja, Chris Pérez fez uma "placa de venda" pedindo 91,454 dólares pela boutique, de acordo com o Nueces County Appraisal District, e o levantamento de 165,000 foi o total final de venda. A loja Selena Etc. tinha um salão com serviço completo, bem como memorabilia Selena, que foi recolhida por admiradores da cantora. Também vendiam joias, chapéus e outros acessórios. Logo após a execução hipotecária, devido à baixa economia, todas as mercadorias e acessórios começaram a ser vendidos no Museu Selena, localizado a vários quilômetros de onde ficava o edifício Selena Etc.